# 2012년 살라크산 수호이 슈퍼제트 100 추락 사고
살라크산 수호이 슈퍼제트 100 추락 사고(영어: 2012 Mount Salak Sukhoi Superjet crash)는 2012년 5월 9일에 러시아 수호이의 수호이 슈퍼제트 100이 살라크산 해발 1600m에 추락한 사고이다.

## 이전
러시아는 항공 산업을 살리기 위해서는 민간항공 시장을 개척해야 한다는 판단 하에 2000년대 초부터 수호이 슈퍼제트-100 생산에 심혈을 기울여 왔다. 수호이사는 2008년 5월 처녀 비행에 성공한 이 비행기의 해외 판촉을 위해 지난달부터 미얀마, 파키스탄, 카자흐스탄, 인도네시아, 라오스, 베트남을 잇는 아시아 6개국 투어를 진행하던 중이었다.

## 사건 경과

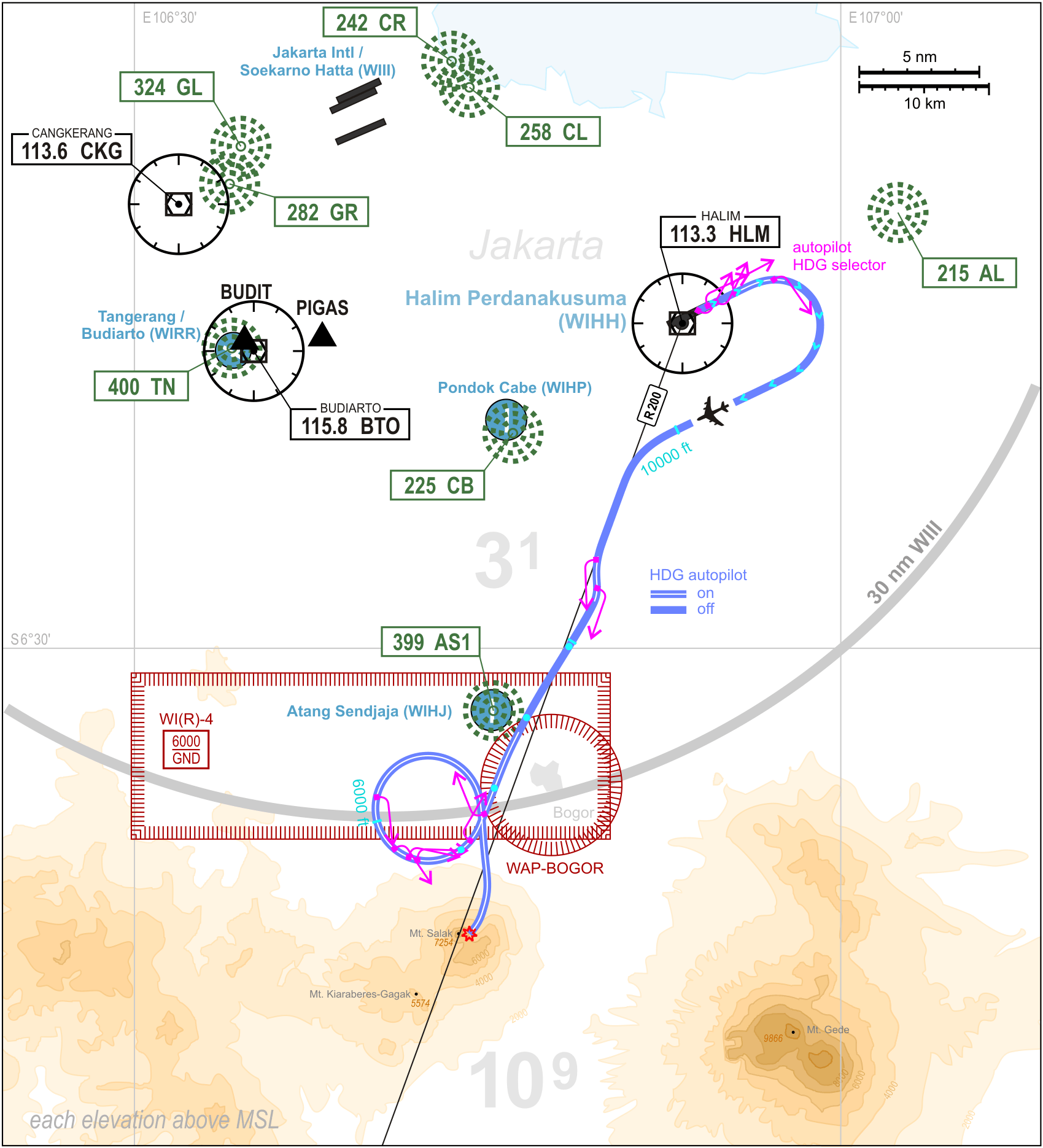

2012년 5월 9일 오후 2시 35분에 수호이사의 수호이 슈퍼제트 100은 인도네시아 자카르타 할림 페르다나쿠수마 국제공항에서 이륙해 시범 비행을 보이고 있었다. 그러나 이륙한지 21분 후 교신이 끊겼다. 비행기가 보내온 마지막 교신은 고도를 3050m에서 1820m로 낮추겠다는 교신이었다.
사건 당시 비행기에는 30명의 인도네시아 항공사 관계자들, 수호이 기술자들, 러시아 외교관들, 스리위자야 항공 소속의 미국인 컨설턴트, 그리고 프랑스의 스네크마사에서 나온 기술자 등 총 45명이 탑승해 있었다. 사고 이후 국립수색구조대의 가가 프라코소 대변인은 항공기 추락 현장 주변에 여러 구의 시신이 흩어져 있었고, 구조대가 현장에 진입해 시신들을 확인했으며, 생존자는 발견하지 못했다고 밝혔다.

## 이후
사고 소식이 알려진 뒤 드미트리 메드베데프 총리는 원인 규명을 위한 위원회를 결성할 것을 지시했다. 러시아 통상부의 고위 관료들과 항공안전 관계자, 수호이사의 최고위 경영진이 사고 당일 밤 모스크바를 떠나 인도네시아로 향했다. 사고의 원인은 조종사의 실수로 판명되었다.

## 같이 보기
- 아에로플로트 1492편